# Mehisti Hanım
Mehisti Hanım, död 1964, var fjärde hustru till den osmanska kalifen Abd ül-Mecid II (regerande 1922–1924).
Hon var dotter till den abchaziska prinsen Hacımaf Akalsba och Safiye Hanım. Familjen lämnade Abchazien och flyttade till Osmanska riket 1893. Hennes far gav henne till det kejserliga osmanska haremet 1895, när hon var två år gammal. Hon gifte sig med Abd ül-Mecid II 1912. Paret fick ett barn. 
Det osmanska sultanatet avskaffades 1 november 1922 och det osmanska kalifatet i mars 1924, varefter alla medlemmar av den före detta osmanska dynastin förvisades från den nya republiken Turkiet. Familjen bosatte sig då i Nice i Frankrike, där de levde på underhåll från flera utländska muslimska kungafamiljer. 
När hennes dotter gifte sig med en indisk prins 1931 följde hon med henne till Indien och bodde med henne till Hyderabad. Efter dotterns skilsmässa bodde hon i London. Hon blev änka 1944. 